# Гісем Володимир Васильович
Гісем Володимир Васильович (нар. 29 вересня 1949, с. Голубине, Свалявського району Закарпатської області) — генеральний директор корпорації «Закарпатсадвинпром», директор ОП «Ужгородський коньячний завод», Заслужений працівник промисловості України. Є власником 57,93 % акцій Комінвестбанку.

## Освіта
В 1964 році В.Гісем став студентом першого набору Свалявського політехнічного технікуму. Він здобув спеціальність «Технологія виноробства»
Закінчив Одеський технологічний інститут харчової промисловості імені М. В. Ломоносова в 1979 р. За фахом інженер-технолог

## Кар'єра
Трудову діяльність розпочав в 1968 році виноробом винрадгоспу імені Шевченка в Королеві Виноградівського району Закарпатський області.
З вересня 1981 р. працює директором орендного підприємства «Ужгородський коньячний завод». З серпня 1997 року одночасно є головою Ради і генеральним директором корпорації «Закарпатсадвинпром».
Президент суспільно-політичного об'єднання Громадський Альянс Закарпаття

## Громадська робота
В 2006 році був кандидатом на посаду Ужгородського міського голови.
Депутат Закарпатської обласної ради трьох скликань.

## Родина
Син:
- Мирослав Гісем (1972 р.н.) — колишній голова правління АП «Комінвестбанку».

## Нагороди
- Заслужений працівник промисловості України,
- Грамота Верховної Ради України,
- Почесна Грамота Кабінету Міністрів України,
- Орден «Святий князь Володимир»,
- Срібний орден «Слава на вірність Вітчизні» ІІІ ступеня,
- Орден Святого Миколи Чудотворця — за багаторічну доброчинну діяльність і меценатство[5][6].